# Seznam českých železničních dopravců
Seznam českých železničních dopravců obsahuje společnosti, které jsou provozovateli drážní dopravy na tratích Správy železnic. Jedná se o české i zahraniční subjekty. Pro významnou část z níže uvedených dopravců není provozování drážní dopravy hlavní náplní jejich činnosti, ale jedná se např. o stavební firmy apod.

## České společnosti[1][2]
| VKM     | Společnost                                            | Licence | Licence  |
| VKM     | Společnost                                            | Osobní  | Nákladní |
| ------- | ----------------------------------------------------- | ------- | -------- |
| ARR     | ARRIVA vlaky s.r.o.                                   | Ano     | Ano      |
| AŽD     | AŽD Praha s.r.o.                                      | Ano     | Ano      |
| BFL     | BF Logistics s.r.o.                                   | Ne      | Ano      |
| CMO     | Cargo Motion s.r.o.                                   | Ne      | Ano      |
| CTR     | CityRail, a.s.                                        | Ano     | Ano      |
| CZL     | CZ Logistics, s.r.o.                                  | Ne      | Ano      |
| ČDC     | ČD Cargo, a.s.                                        | Ano     | Ano      |
| ČZD     | ČESKÁ ZÁPADNÍ DRÁHA s.r.o.                            | Ano     | Ano      |
| ČD      | České dráhy, a.s.                                     | Ano     | Ano      |
| DBCCZ   | DB Cargo Czechia s.r.o.                               | Ne      | Ano      |
|         | DBV-ITL, s.r.o.                                       | Ne      | Ano      |
| DLBCZ   | Die Länderbahn CZ, s.r.o.                             | Ano     | Ano      |
| ELZEL   | Elektrizace železnic Praha a.s.                       | Ne      | Ano      |
| EPCI    | EP Cargo a.s.                                         | Ne      | Ano      |
| JKERC   | E-Railconstruct s.r.o.                                | Ne      | Ano      |
|         | European Train Transport and Service s.r.o.           | Ne      | Ano      |
| ECS     | EUROVIA CZ, a.s.                                      | Ne      | Ano      |
|         | FIRESTA-Fišer, rekonstrukce, stavby a.s.              | Ne      | Ano      |
| GE      | Gepard Express, SE                                    | Ano     | Ano      |
| GETR    | Gerhát Train s.r.o.                                   | Ano     | Ano      |
| GJW     | GJW Praha spol. s r.o.                                | Ne      | Ano      |
|         | good thing s.r.o.                                     | Ano     | Ano      |
|         | GW Cargo s.r.o.                                       | Ano     | Ano      |
| GWTR    | GW Train Regio a.s.                                   | Ano     | Ano      |
| HWCZ    | Hans Wendel CZ s.r.o.                                 | Ne      | Ano      |
| HROCH   | HROCHOSTROJ a.s.                                      | Ne      | Ano      |
| HSM     | Hroší stavby Morava a.s.                              | Ne      | Ano      |
|         | HSL - Logistik, s.r.o.                                | Ne      | Ano      |
| CHTLT   | Chládek & Tintěra, a.s.                               | Ne      | Ano      |
| CHTHB   | Chládek & Tintěra Havlíčkův Brod, a.s.                | Ne      | Ano      |
| CHTPC   | Chládek & Tintěra, Pardubice, a.s.                    | Ne      | Ano      |
| IDS     | IDS - Inženýrské a dopravní stavby Olomouc a.s.       | Ne      | Ano      |
| IDSC    | IDS CARGO a.s.                                        | Ne      | Ano      |
|         | IDS LogiRail s.r.o.                                   | Ne      | Ano      |
| JARO    | JARO Česká Skalice, s.r.o.                            | Ne      | Ano      |
| KK      | KK - provoz a opravy lok. s.r.o.                      | Ne      | Ano      |
| KDS     | Kladenská dopravní a strojní s.r.o.                   | Ano     | Ano      |
| KZC     | KŽC Doprava, s.r.o.                                   | Ano     | Ano      |
|         | Leo Express Global a.s.                               | Ano     | Ano      |
| LE      | Leo Express s.r.o.                                    | Ano     | Ano      |
| LET     | Leo Express Tenders s.r.o.                            | Ano     | Ano      |
| LOGR    | Lokálka Group, spolek                                 | Ano     | Ano      |
| LTB     | LOKO TRANS s.r.o.                                     | Ne      | Ano      |
| LTEU    | LokoTrain s.r.o.                                      | Ne      | Ano      |
| LTSB    | LOKOTRANS SERVIS s.r.o.                               | Ne      | Ano      |
|         | LTE Czechia s.r.o.                                    | Ne      | Ano      |
| MBMR    | MBM rail s.r.o.                                       | Ano     | Ano      |
| MT      | METRANS, a.s.                                         | Ne      | Ano      |
| MTR     | METRANS Rail, s.r.o.                                  | Ano     | Ano      |
| NAN     | N+N - Konstrukce a dopravní stavby Litoměřice, s.r.o. | Ne      | Ano      |
|         | NOR a.s.                                              | Ne      | Ano      |
|         | NZ Rail CZ s.r.o.                                     | Ne      | Ano      |
| OLDOP   | OLOMOUCKÁ DOPRAVNÍ s.r.o.                             | Ne      | Ano      |
| UNIDO   | ORLEN Unipetrol Doprava, s.r.o.                       | Ne      | Ano      |
| OÚD     | Osoblažská úzkorozchodná dráha o.p.s.                 | Ano     | Ano      |
| ODC     | Ostravská dopravní společnost - Cargo, a.s.           | Ne      | Ano      |
| WYNX    | PARI CZ Servis s.r.o.                                 | Ano     | Ano      |
| PDVR    | PDV Railway a.s.                                      | Ne      | Ano      |
| PCI     | PKP Cargo International a.s.                          | Ano     | Ano      |
|         | P.T.D. CZECH, s.r.o.                                  | Ne      | Ano      |
| RVR     | Qalqam s.r.o.                                         | Ano     | Ano      |
| RCCCZ   | Rail Cargo Carrier - Czech Republic s.r.o.            | Ne      | Ano      |
| AHD     | Rail system s.r.o.                                    | Ano     | Ano      |
| RJ      | RegioJet a.s.                                         | Ano     | Ano      |
|         | RegioJet ÚK a.s.                                      | Ano     | Ano      |
|         | REKOP s.r.o.                                          | Ne      | Ano      |
| VTGCZ   | Retrack Czech s.r.o.                                  | Ano     | Ano      |
| RML     | RM LINES, a.s.                                        | Ne      | Ano      |
|         | S-Rail CZ s.r.o.                                      | Ne      | Ano      |
| SART    | SART-stavby a rekonstrukce a.s.                       | Ne      | Ano      |
| SDKD    | SD - Kolejová doprava, a.s.                           | Ne      | Ano      |
| SEŽEV   | SEŽEV-REKO, a.s.                                      | Ne      | Ano      |
| SKANS   | Skanska, spol. s r.o.                                 | Ne      | Ano      |
| SZD     | Slezské zemské dráhy, o.p.s.                          | Ano     | Ano      |
| SMD     | SLEZSKOMORAVSKÁ DRÁHA a.s.                            | Ne      | Ano      |
| SOF     | SOFISTIK SERVIS s.r.o. a.s.                           | Ne      | Ano      |
| SUD     | Správa Ústecké dráhy s.r.o.                           | Ano     | Ano      |
| SŽCZ    | Správa železnic, státní organizace                    | Ano     | Ano      |
| VDSP    | STRABAG Rail a.s.                                     | Ne      | Ano      |
| SUAS    | SUAS Transportation Service s.r.o.                    | Ne      | Ano      |
| SBTDT   | Subterra a.s.                                         | Ne      | Ano      |
| SWRCZ   | Swietelsky Rail CZ s.r.o.                             | Ne      | Ano      |
| TEMMZ   | Tessta s.r.o.                                         | Ne      | Ano      |
| TRE     | TOMI-REMONT a.s.                                      | Ne      | Ano      |
| TORAM   | TORAMOS, s.r.o.                                       | Ne      | Ano      |
| TRAMO   | TRAMO RAIL, a.s.                                      | Ne      | Ano      |
| TRAPI   | Trans Rapid s.r.o.                                    | Ne      | Ano      |
| TSS     | Traťová strojní společnost, a.s.                      | Ne      | Ano      |
| VLR     | Valenta Rail s.r.o.                                   | Ano     | Ano      |
| VIA     | VIAMONT Servis a.s.                                   | Ne      | Ano      |
| VD      | VÍTKOVICKÁ DOPRAVA a.s.                               | Ne      | Ano      |
| VUZ     | Výzkumný Ústav Železniční, a.s.                       | Ano     | Ano      |
| ZUBP    | Zubačka provoz s.r.o.                                 | Ano     | Ano      |
| ŽP      | Železnice Peštál s.r.o.                               | Ano     | Ano      |
| Celkem: | 102                                                   | 40      | 102      |

## Zahraniční společnosti[1][2]
Bez dopravců s povolením provozu jen do přechodových pohraničních stanic nebo úseků
| VKM     | Společnost                                              | Licence | Licence  |
| VKM     | Společnost                                              | Osobní  | Nákladní |
| ------- | ------------------------------------------------------- | ------- | -------- |
| CERSK   | CER Slovakia a.s.                                       | Ne      | Ano      |
| IC      | INTER CARGO Spółka z ograniczoną odpowiedzialnością     | Ne      | Ano      |
| KR      | Komplex Rail Kft.                                       | Ne      | Ano      |
| LRL     | LOKORAIL, a.s.                                          | Ne      | Ano      |
| PKPC    | PKP CARGO SPÓŁKA AKCYJNA                                | Ne      | Ano      |
| KLP     | Przedsiębiorstwo Usług Kolejowych KOLPREM Spółka z o.o. | Ne      | Ano      |
| PSZ     | Prvá Slovenská železničná, akciová spoločnosť           | Ne      | Ano      |
| RAILP   | Rail Polska sp. z o.o.                                  | Ne      | Ano      |
| RLL     | RailLog s.r.o.                                          | Ne      | Ano      |
| RTI     | Railtrans International, s.r.o.                         | Ne      | Ano      |
| RTS     | RTS Rail Transport Service GmbH                         | Ne      | Ano      |
| TSSTT   | TSS GRADE, a.s.                                         | Ne      | Ano      |
| WLC     | Wiener Lokalbahnen Cargo GmbH                           | Ne      | Ano      |
| ZSKE    | Železničné stavby, a.s. Košice                          | Ne      | Ano      |
| Celkem: | 17                                                      | 2       | 17       |

## Bývalé
- Abellio CZ a.s.
- ARRIVA MORAVA a.s.
- BULK TRANSSHIPMENT SLOVAKIA, a.s.
- Connex Česká Železniční, s. r. o. (již zanikla)
- CZ LOKO, a.s.
- České soukromé dráhy spol. s r.o.
- Českomoravská železniční opravna, s. r. o.
- Die Länderbahn GmbH
- DRAKEM, s.r.o.
- EDIKT a.s.
- Elektrizácia železníc Kysak a.s.
- IDS LocoCare s.r.o.
- I.G. Rail, s.r.o.
- INSKY spol. s r.o.
- Jindřichohradecké místní dráhy, a.s.
- KLUB PŘÁTEL LOKÁLKY
- KPT rail s.r.o.
- „LOTOS KOLEJ“ SPÓŁKA Z OGRANICZONĄ ODPOWIEDZIALNOŚCIĄ
- LTE Slovakia s.r.o.
- MH - spedition, s.r.o.
- MIKO Havlíčkův Brod, spol. s r. o.
- Mostecká uhelná a.s.
- MTH Praha a.s.
- OHLA ŽS, a.s.
- Ostravská dopravní společnost, a.s.
- PEDASTA dopravní stavby, s.r.o.
- Petrolsped Slovakia s.r.o.
- Pirell s.r.o.
- První Krušnohorská železniční společnost B.G.F.B. s.r.o.
- Puš s.r.o.
- Rabbit Rail s.r.o.
- Rail Cargo Austria Aktiengesellschaft
- Railway Capital a.s.
- REGENA, spol. s r.o.
- Retrack Slovakia s. r. o.
- RETROLOK s.r.o.
- RPKM s.r.o.
- RUTR, spol. s r.o.
- SANRE, spol. s r.o.
- SGJW Hradec Králové, spol. s r.o.
- Skanska DS a.s.
- Skanska ŽS a.s.
- Slovenská železničná dopravná spoločnosť, a.s.
- Sokolovská uhelná, právní nástupce, a.s.
- Společnost železniční výtopna Jaroměř
- Spolek přátel místních drah
- Stavby silnic a železnic, a.s.
- Stavební firma CARDA-MÜLLER s.r.o.
- STAVEBNÍ OBNOVA ŽELEZNIC a.s.
- STENO, v.o.s.
- TA Služby, a.s.
- Teplický spolek železniční - Ústecko-Teplické dráhy (zkratka TSŽ Ú.T.D. nebo Teplický spolek železniční - Ú.T.D.)
- TCHAS ŽD s.r.o.
- TONCUR s.r.o.
- TRAIL Servis a.s.
- Trakce, a.s.
- Transport line Cargo s.r.o.
- TrainGo s.r.o.
- TSS Cargo, a.s.
- VIALTE s.r.o.
- VIAMONT a.s.
- Vogtlandbahn-GmbH
- Východočeská dráha s.r.o.
- WTT s.r.o.
- ZABABA, s.r.o.
- Zug agency s.r.o.
- Zubrnická museální železnice
- ŽOS Nymburk, a.s.